# شريف مكاوي
شريف مكاوي (٢١ سبتمبر ١٩٨٣) موزع موسيقي وملحن ومغني ومؤلف وممثل مصري. بدأ مشواره الفني في سن صغيرة، واشتهر في بداياته بتقديم أغانٍ شبابية عاطفية، ثم انتقل إلى دراسة الموسيقى في الولايات المتحدة، وركّز نشاطه في مجال التوزيع الموسيقي والإنتاج الفني، وتعاون خلال مسيرته مع عدد كبير من أبرز الفنانين في مصر والعالم العربي، بالإضافة إلى أعمال موسيقية عالمية في أوروبا وأمريكا.

## أعماله في مصر و الوطن العربي
النشأة والبدايات
أصدر شريف أول ألبوم له بعنوان "إزّاي حبيتني" سنة 2003، وهو في عمر 19 سنة. ثم ألبوم “عشت أحبك” سنة 2005، وألبوم “منك لله” سنة 2006. حققت هذه الأعمال انتشارًا كبيرًا خاصة بين جمهور الشباب.
في عام 2007، شارك كبطل في المسلسل الدرامي “سكة اللي يروح” من إنتاج ART، ثم قام ببطولة فيلم “كاريوكي” سنة 2008، وشارك في غناء عدد من أغاني الفيلم مثل:
- أغنية «أسألني انا» من فيلم كاريوكى مع المغنية بهاء الكافي (٢٠٠٨)
- أغنية «لو نبعد يوم» من فيلم كاريوكى مع المغنية بهاء الكافي (٢٠٠٨)
- أغنية «حماده بيحب غاده» من فيلم كاريوكى (٢٠٠٨)
- أغنية «مش قادر اصدق» من فيلم كاريوكى (٢٠٠٨)

التعاونات الفنية
تعاون شريف مكاوي مع عدد كبير من نجوم الغناء في مصر والوطن العربي، ومن أبرزهم:
- عمرو دياب – أغنيتا “ديما فاكر” و”يلا”
- تامر حسني – أغاني مثل “وأخيرًا”، “تمن اختيار”، “كل ده على إيه”، وألبوم “لينا معاد”
- محمد حماقي – “الغالي ناسيني”
- آمال ماهر – “حاجة غير”
- حسين الجسمي – “أجمل خلق الله”
- هيفاء وهبي – “اجمدي”، “هفضل”، “مزيكا هادية”، “قلها بحبك”
- رامي جمال – “تعلالي”، “فرحان بشكل”، “عرفتوا ليه”
- هيثم شاكر – أغاني من ألبومه 2019 مثل “بابي مفتوح”، “حبيبة”، “متوصونيش”
- محمد الشرنوبي – “خلاني بعدت”
- جَنات – "صباح الخير"
- إليسا – “يالله هناك”

## أعماله العالمية
بجانب عمله في العالم العربي، تعاون شريف مع شركات إنتاج عالمية مثل:
Happy Techno
Superstore Records
Low Ceiling
Material Series
Armada Music 
كما صدرت أعماله عبر منصات موسيقية عالمية مثل Beatport.

## روابط خارجية
- شريف مكاوي على موقع الدهليز
- شريف مكاوي على موقع قاعدة بيانات الأفلام العربية
- شريف مكاوي على موقع ديسكوغز (الإنجليزية)